# Manfred Maier

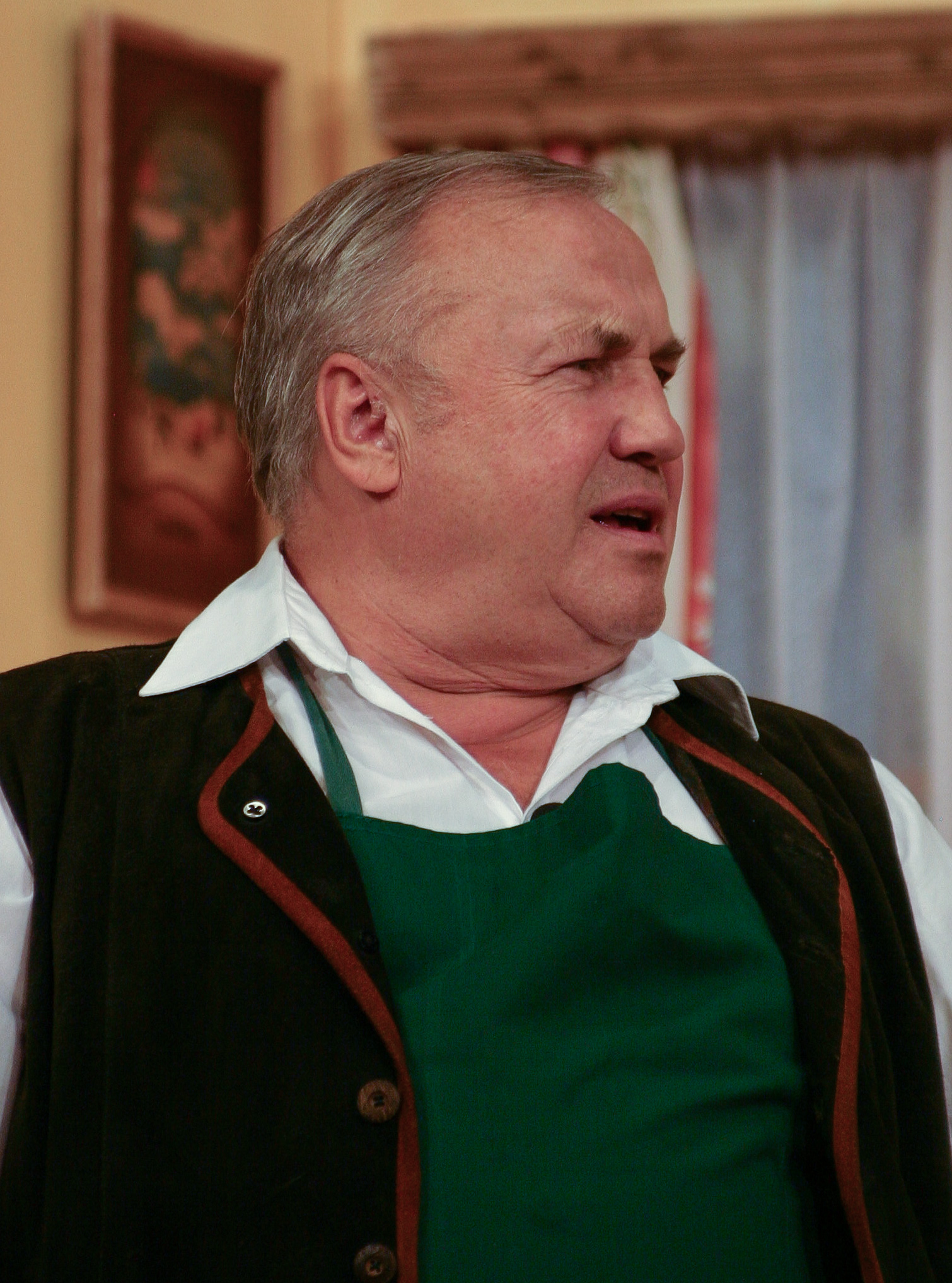
Manfred Maier in Peter Steiners Theaterstadl, 2007

Manfred Maier (* 18. Mai 1944 in München; † 29. Dezember 2021) war ein bayerischer Volksschauspieler.
Als Peter Steiner 1983 seinen Theaterstadl gründete, war Maier im ersten Ensemble. 1987 und 1993–2008 ging er mit dem Theaterstadl auf Tournee. Auch in der Fernsehserie Zum Stanglwirt (31 Folgen) war er als Bürgermeister zu sehen. Unter anderem spielte er kleinere Rollen in Spielfilmen.

## Filmografie (Auswahl)
- 1971: Die Münchner Räterepublik (Fernsehreihe, Teil 1–2)
- 1974: Magdalena vom Teufel besessen
- 1977: Sex-Express in Oberbayern
- 1987–2008: Peter Steiners Theaterstadl (Auswahl)
  - 1987: Der wurmstichige Hochzeiter
  - 1993: Die ansteckende G’sundheit
  - 1994: Kammerfensterln verboten
  - 1995: Heiratsfieber am Sonnenhof
  - 1996: Die Urlaubssklaven
  - 1997: Vorsicht Bräutigam
  - 1998: Die Pfarrersköchin
  - 2005: Jessas, i bin Vater
  - 2008: Kreszenzia – Göttin der Liebe
- 1992: Bayerische Komödie – Die doppelte Moral
- 1993: Bayerische Komödie – Das Hörrohr
- 1993–1995 Zum Stanglwirt (Fernsehserie, 31 Folgen)